# Килеватая мускусная черепаха
Килеватая мускусная черепаха (лат. Sternotherus carinatus) — вид иловых черепах. Килеватая мускусная черепаха имеет крышеобразный панцирь с продольным килем посредине. Она распространена на юго-востоке США, живёт в болотистых речках и озёрах и питается моллюсками, раками и водной растительностью.

## Галерея
- Типичная среда обитания
- Карапакс
- Пластрон